# Прва лига Словеније у рукомету
Прва лига Словеније у рукомету (словен. 1. slovenska rokometna liga), тренутно носи назив Лига НЛБ због спонзорских разлога, највиши je ранг словеначког рукомета. Лигу организује Рукометни савез Словеније и игра се по правилима ЕХФ−а, а тренутно се у лиги такмичи 12 екипа.

## Историја
Клубови из Словеније су се до 1991. године такмичили у лигама Југославије. Само три клуба из Словеније су играла у Првој лиги Југославије - Цеље, Слован и Рудар Трбовље. Након распада Југославије и независности Словеније, прва сезона одиграна у новоформираној Првој лиги Словеније је била 1991/92. у којој је тријумфовало Цеље. 
Најтрофејнији клуб у Словенији је Цеље који је био шампион до сада 26 пута.

## Клубови
У сезони 2024/25.
| - Цеље - Горење Велење - Јерузалем Ормож - Копер 2013 - Крка - Кршко - Лока - Рибница - Слован - Словен Градец - СВИШ - Тримо Требње |

## Сезоне
| Сезона  | Шампион       | Вицешампион   | Трећепласирани  |
| ------- | ------------- | ------------- | --------------- |
| 1991–92 | Цеље          | Слован        | Јадран          |
| 1992–93 | Цеље          | Јадран        | Превент         |
| 1993–94 | Цеље          | Горење Велење | Јадран          |
| 1994–95 | Цеље          | Јадран        | Горење Велење   |
| 1995–96 | Цеље          | Горење Велење | Добова          |
| 1996–97 | Цеље          | Превент       | Пруле 67        |
| 1997–98 | Цеље          | Превент       | Тримо Требње    |
| 1998–99 | Цеље          | Превент       | Тримо Требње    |
| 1999–00 | Цеље          | Пруле 67      | Тримо Требње    |
| 2000–01 | Цеље          | Пруле 67      | Превент         |
| 2001–02 | Пруле 67      | Цеље          | Горење Велење   |
| 2002–03 | Цеље          | Пруле 67      | Горење Велење   |
| 2003–04 | Цеље          | Горење Велење | Превент         |
| 2004–05 | Цеље          | Горење Велење | Јерузалем Ормож |
| 2005–06 | Цеље          | Голд Клуб     | Горење Велење   |
| 2006–07 | Цеље          | Горење Велење | Копер           |
| 2007–08 | Цеље          | Копер         | Горење Велење   |
| 2008–09 | Горење Велење | Копер         | Тримо Требње    |
| 2009–10 | Цеље          | Горење Велење | Копер           |
| 2010–11 | Копер         | Горење Велење | Цеље            |
| 2011–12 | Горење Велење | Цеље          | Копер           |
| 2012–13 | Горење Велење | Цеље          | Копер           |
| 2013–14 | Цеље          | Горење Велење | Марибор Браник  |
| 2014–15 | Цеље          | Горење Велење | Марибор Браник  |
| 2015–16 | Цеље          | Горење Велење | Рибница         |
| 2016–17 | Цеље          | Горење Велење | Рибница         |
| 2017–18 | Цеље          | Рибница       | Горење Велење   |
| 2018–19 | Цеље          | Горење Велење | Рибница         |
| 2019–20 | Цеље          | Рибница       | Тримо Требње    |
| 2020–21 | Горење Велење | Тримо Требње  | Цеље            |
| 2021–22 | Цеље          | Тримо Требње  | Горење Велење   |
| 2022–23 | Цеље          | Горење Велење | Тримо Требње    |
| 2023–24 | Горење Велење | Тримо Требње  | Цеље            |
| 2024–25 |               |               |                 |

### Успешност клубова
| Клуб          | Титула | Године |
| ------------- | ------ | --- |
| Цеље          | 26     | 1992, 1993, 1994, 1995, 1996, 1997, 1998, 1999, 2000, 2001, 2003, 2004, 2005, 2006, 2007, 2008, 2010, 2014, 2015, 2016, 2017, 2018, 2019, 2020, 2022, 2023. |
| Горење Велење | 5      | 2009, 2012, 2013, 2021, 2024. |
| Копер         | 1      | 2011 |
| Пруле 67      | 1      | 2002 |